# 阿斯克雷亚
阿斯克雷亚（義大利語：Ascrea），是意大利列蒂省的一个市镇。总面积14.41平方公里，人口269人，人口密度18.7人/平方公里（2009年）。ISTAT代码为057004。